# Biskvi

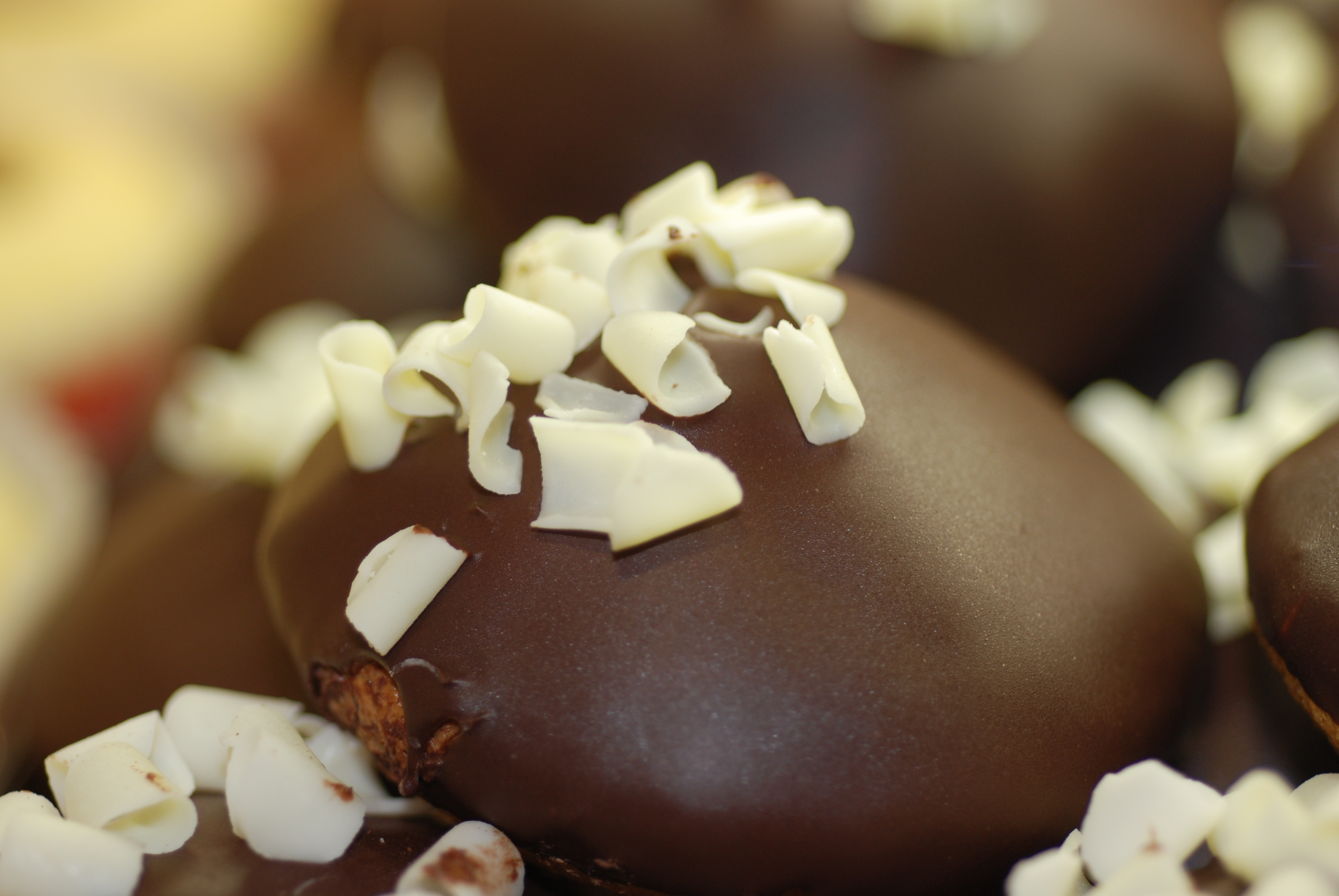
En chokladbiskvi.

Biskvi (franska biscuit, skorpa, kex) är ett litet runt bakverk med en botten gjord på mandel och socker, fylld med en smörkräm och täckt med ett tunt lager av choklad. Smörkrämen är ofta smaksatt med choklad men kan även smaksättas med andra smaksättare. 
Ofyllda små biskvibottnar kallas mandelbiskvier. De serveras ofta tillsammans med nyponsoppa eller glass.
Sarah Bernhardt-biskvi, uppkallade efter den franska skådespelerskan Sarah Bernhardt, är en variant på chokladbiskvi. Istället för smörkräm är den dock fylld med chokladtryffel. 
Biskvi är även ett namn på oglaserat porslin.